# Cazadores a Caballo de la Guardia Imperial
Los Cazadores a Caballo de la Guardia Imperial (en francés: Chasseurs à Cheval de la Garde Impériale) constituyeron un regimiento de caballería ligera en el Consulado, luego como Guardia Imperial durante el Consulado Francés y el Primer Imperio Francés respectivamente. Fueron el segundo regimiento de caballería más antiguo de la "Vieja Guardia" de la Guardia Imperial, después de los Grenadiers à Cheval. El regimiento tuvo sus orígenes en las Guías levantadas por el General Bonaparte durante su Campaña Italiana de 1796. Fueron los Chasseurs los que normalmente proporcionaban escolta personal a Napoleón, y él a menudo llevaba el uniforme del regimiento en reconocimiento de este servicio. 

## Historial de servicio

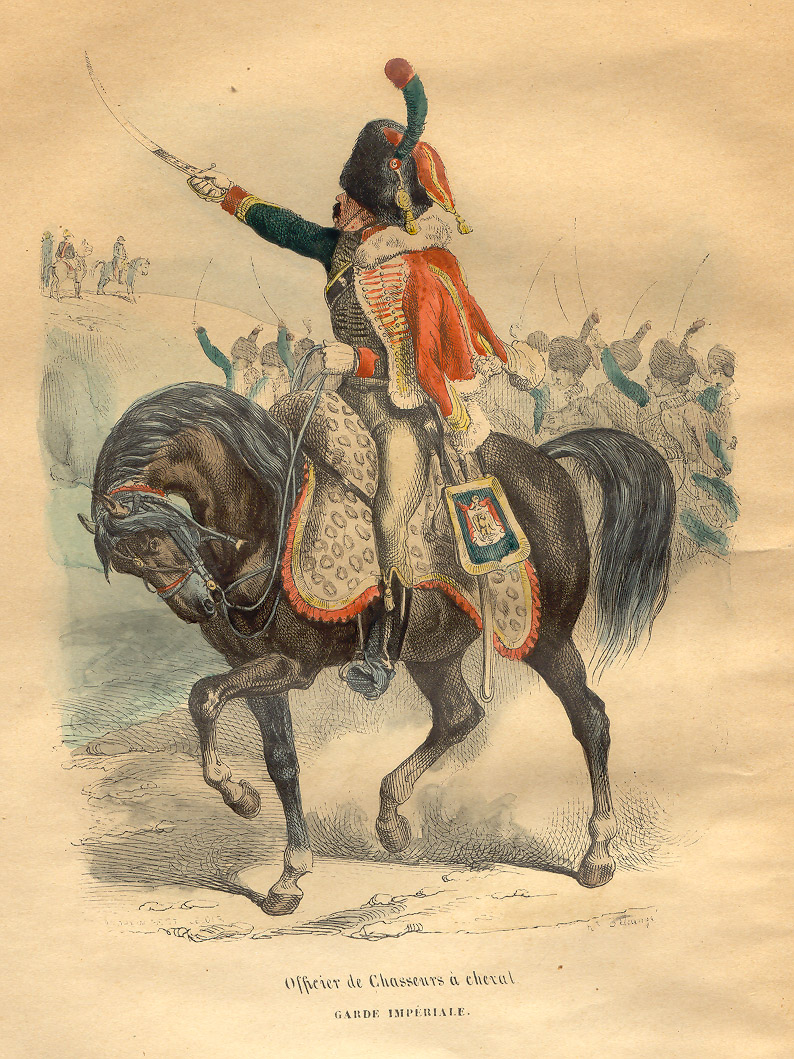
Chasseurs à Cheval de la Garde Impériale

Cuando a finales de agosto de 1799 Bonaparte dejó Egipto para volver a Francia, se llevó consigo un destacamento de 180 Guides à cheval y 125 Guides à pied. Los hombres elegidos fueron los veteranos más devotos de cada compañía. Poco después del coup d'état del 18 de febrero, los Guías, que habían permanecido en el sur de Francia, fueron convocados a París y acuartelados en el Caserne de Babylone. Un decreto del 28 de noviembre reorganizó la Garde du Directoire como la Garde des Consuls, pero no hace ninguna mención de los Chasseurs.
Por decreto del 3 de enero de 1800 se creó una compañía de Chasseurs à cheval. Su comandante era el hijastro de Napoleón, el capitán Eugène de Beauharnais, que fue ascendido a mayor el 5 de marzo. La fuerza era de 4 oficiales y 113 hombres, estos últimos elegidos entre los Guías que habían regresado de Egipto, y 112 eran veteranos de la Campaña Italiana de 1796. La caballería de la Garde Consulaire, dos escuadrones de Granaderos a Caballo y la compañía de cazadores, estaba comandada por el Jefe de brigada Jean-Baptiste Bessières. En mayo la compañía salió de París hacia Italia. Atravesó el paso del Gran San Bernardo y se enfrentó a la batalla de Marengo (14 de junio) perdiendo 70 de sus 115 caballos. Al final de la campaña el cuerpo regresó a París. Por un decreto consular del 8 de septiembre fue aumentado, convirtiéndose en un escuadrón de dos compañías (tropas) y 234 hombres.
Por decreto del 6 de agosto de 1801 el cuerpo fue aumentado a un cuartel general y dos escuadras. El personal era: 1 chef d'escadron, 1 adjudant-major, 2 porte-étendard, 1 brigadier-trompette, and 4 maîtres-ouvriers. A finales de septiembre, el resto de los Guías regresaron de Egipto y se incorporaron al cuerpo. Por decreto del 14 de noviembre, los cazadores se convirtieron en regimiento. En teoría, el oficial al mando debía ser un Chef de brigade, pero en realidad Bonaparte mantuvo al mando al Chef d'escadron Beauharnais.
Por decreto del 8 de marzo de 1802, se amplió la Sede. En la actualidad cuenta con cuatro abanderados, un trompetista mayor, dos trompetistas conscriptos y un timbalero. Por decreto del 1 de octubre, el regimiento se amplió a cuatro escuadras, con una dotación total de 56 oficiales y 959 hombres. Beauharnais fue ascendido a Chef de brigade (13 de octubre), y ahora tenía como comandantes de escuadrón a Morland, Nicolas Dahlmann, Frédéric Auguste de Beurmann y Joseph Damingue, un negro que se había distinguido en el puente de Arcole en 1796.

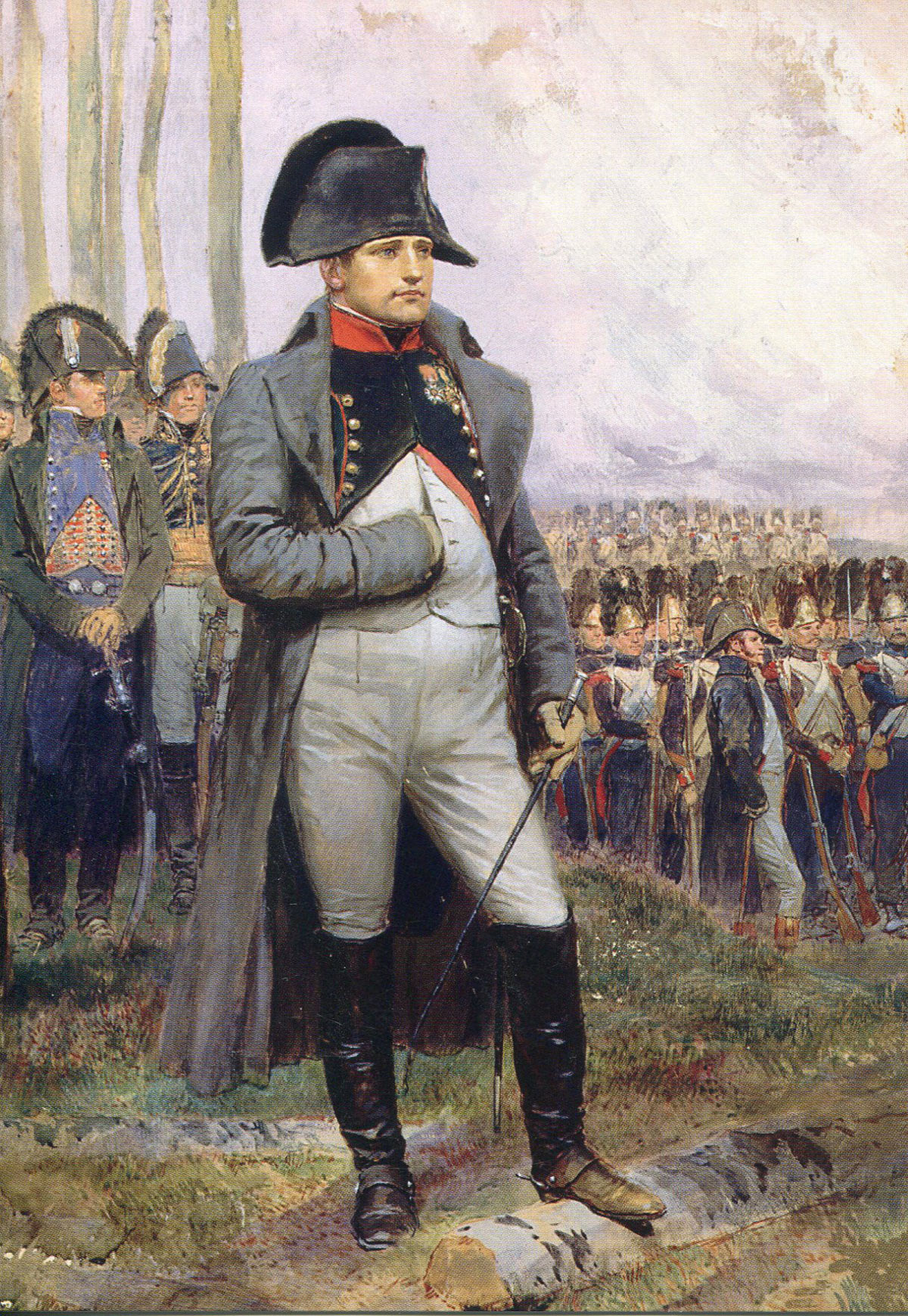
A menudo se representa a Napoleón I con su uniforme de coronel verde de los Chasseurs à Cheval, con un gran bicornio y un gesto de la mano en el chaleco.

A partir del 22 de marzo de 1803, cuando se iniciaron los entrenamientos de verano (travail d'été), los hombres debían desfilar a caballo todos los lunes y jueves a las 7:30 de la mañana precisamente en el Campo de Marte. Todos los miércoles a la misma hora hacían el ejercicio de los pies. En invierno los desfiles parecen haber sido a las 9.00 a. m. La natación y el remo fueron algunos de los ejercicios realizados en 1802 y 1803.
Por un decreto del 21 de enero de 1804, el regimiento nombró como a Morland. Además, la compañía de mamelucos fue adscrita al regimiento. Por una orden del día del 18 de mayo, la Garde des Consuls se convirtió en la Garde Impériale.
El 13 de mayo de 1805 Beauharnais fue nombrado Virrey de Italia, pero mantuvo el mando nominal del regimiento hasta aproximadamente 1808. Morland se convirtió en el actual oficial al mando con el título de Coronel Comandante en segundo lugar, y Dahlmann fue ascendido a mayor. El 17 de septiembre se creó un escuadrón de vélites (cuatro compañías). Parece ser que se pensó como una especie de unidad de refuerzo de contención. El regimiento y los mamelucos se distinguieron mucho en la batalla de Austerlitz (2 de diciembre), donde dos escuadrones y los mamelucos fueron conducidos a la carga por el ayudante de campo superior de Napoleón, el general Rapp, infligiendo graves bajas a la Guardia Imperial Rusa y capturando al príncipe Repnin, el comandante de la Caballería de la Guardia. En Austerlitz los Chasseurs sufrieron 19 bajas de oficiales, incluido el coronel Morland y tres comandantes de escuadrón heridos. Dahlmann sucedió a Morland y Claude-Étienne Guyot se convirtió en comandante.
El regimiento se perdió la batalla de Jena (14 de octubre de 1806), en la que la 1.ª de Húsares tuvo el privilegio de escoltar al Emperador. Sin embargo, los cazadores participaron en la entrada triunfal de Napoleón en Berlín. En Eylau (8 de febrero de 1807) el regimiento participó en la gran carga de 80 escuadras de Murat, lo que alivió la presión sobre el centro francés en la crisis de la batalla. Diecisiete de los oficiales fueron alcanzados. Además Dahlmann fue herido de muerte. Recientemente había sido ascendido a general (30 de diciembre de 1806), pero al no tener mando pidió que se le permitiera dirigir su antiguo regimiento y cayó a su cabeza. El mayor Guyot comandó el regimiento por el resto del año, y Thiry también fue promovido a mayor (16 de febrero).

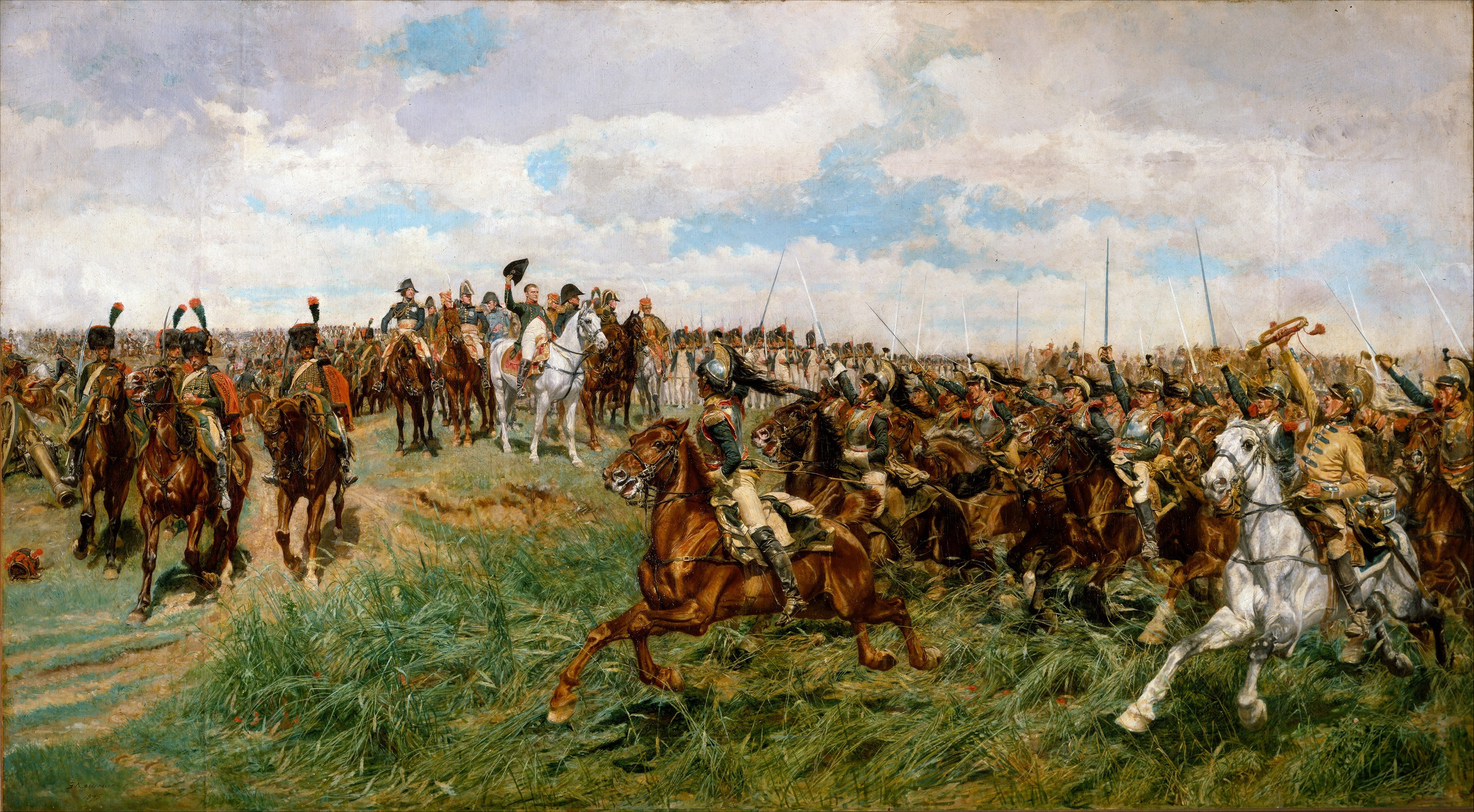
Chasseurs à cheval (a la izquierda) protegiendo al Emperador en la Batalla de Friedland, mientras los coraceros le saludan antes de su carga.

El 18 de enero de 1808 el General de Brigada Charles Lefebvre-Desnouettes reemplazó a Dahlmann al mando del regimiento. El regimiento se encontraba en Madrid cuando la población se levantó el 2 de mayo y ocho de los oficiales, entre ellos el comandante Pierre Daumesnil, resultaron heridos, así como cinco oficiales de los mamelucos. El regimiento participó en la carga del general Montbrun en la carretera de Somosierra (30 de noviembre), pero no perdió ningún oficial, ya que los artilleros españoles solo lograron salir de una salva antes de que la caballería polaca y francesa se les uniera con el sable. 
El 28 de noviembre, Napoleón, ocupado en presionar la retirada de Sir John Moore hacia La Coruña, cabalgó al frente de su ejército hacia la aldea de Valderas, que los británicos habían abandonado solo dos horas antes. solo le acompañaban su bastón y un escuadrón de cazadores. Cuando el mariscal Ney se dio cuenta de que el emperador se había expuesto así, le dijo: "Señor, le agradezco a Su Majestad por actuar como mi avanzadilla". Que había sido imprudente se demostró al día siguiente (29 de diciembre) cuando el general Lefebvre-Desnouettes alcanzó la retaguardia británica, vadeó el río Esla y condujo sus piquetes, solo para ser contraatacado por Lord Paget, quien condujo a sus hombres bajo la cobertura de las casas de Benavente para asaltar el flanco francés. Lefebvre-Desnouettes, herido por un disparo de pistola, fue hecho prisionero. El regimiento tuvo otros 6 oficiales heridos y 2 capitanes capturados, además de 55 cazadores muertos y heridos y 73 capturados. La caballería británica que logró esta hazaña fue el 10.º de húsares con piquetes del 18.º y el 3.º de húsares de la Legión Alemana del Rey. Sus pérdidas no superaron las 50. 

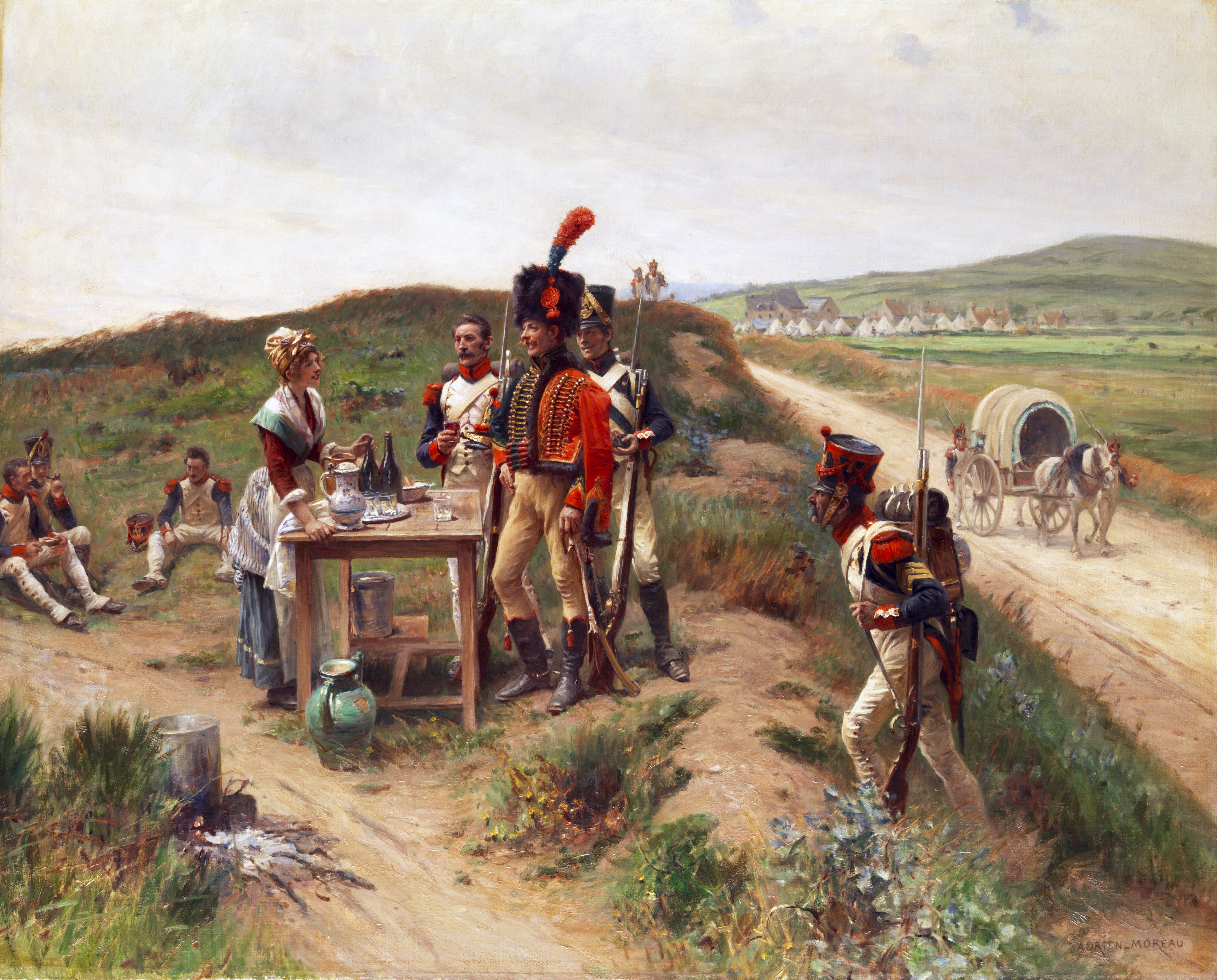
Chasseurs à Cheval de la Garde Impériale y una Vivandière.

El regimiento estaba de nuevo en Francia a finales de febrero de 1809. En esta época, absorbió a los Chevau-légers del Gran Duque de Berg, anteriormente los Guías de Murat (11 de enero) y los Guías del Mariscal Mortier (1 de febrero). El 5 de junio el mayor Guyot se convirtió en colonel commandant en second. Thiryse convirtió en général de brigade en línea y, el 13, Daumesnil y Hercule Corbineau fueron ascendidos a mayores. En Wagram, la caballería de la Guardia apoyó el flanco derecho de la gran columna de MacDonald que dio el golpe decisivo. El regimiento sufrió en Wagram (6 de julio) 5 oficiales muertos y 10 heridos, incluyendo los dos recién ascendidos, cada uno de los cuales perdió una pierna. El coronel Guyot fue ascendido a général de brigade (9 de agosto), conservando el mando, y el coronel Jean Dieudonné Lion (14.º de Chasseurs) fue traído como tercer mayor del cuerpo.
El 1 de agosto de 1811 el regimiento se amplió a cinco escuadras y los vélites fueron eliminados. Durante el año se enviaron sucesivamente escuadras para servir con las divisiones de la Guardia en España. Guyot fue ascendido a général de division, pero aun así conservó el mando. Para reemplazar a Corbineau y Daumesnil como mayores, el regimiento recibió al coronel François d'Haugéranville (6 de agosto) y al general barón Exelmans (24 de diciembre).
El 6 de mayo de 1812 el general Lefebvre-Desnouettes, que se había escapado al romper su libertad condicional, volvió de su cautiverio en Inglaterra y retomó el mando del regimiento. Los cazadores, cinco escuadrones y la compañía de mamelucos, pasaron por la campaña rusa, pero aunque perdieron 500 hombres, solo tuvieron 10 oficiales heridos. En Borodinó no hubo ninguna baja de oficiales. Pero el 25 de octubre, al día siguiente de la batalla de Maloyaroslavets, dos escuadrones que escoltaban al Emperador en un reconocimiento, se enfrentaron fuertemente y tuvieron 4 oficiales heridos. Un cuerpo de cosacos apareció repentinamente de un bosque y cargó directamente contra Napoleón. El general Rapp y la escolta lograron vencerlos, pero no antes de que uno de ellos se abriera paso a menos de veinte metros del emperador. Desde ese día, perseguido por el miedo al cautiverio, siempre llevaba una bolsa de veneno en una cuerda alrededor de su cuello. Las pérdidas del regimiento en esta campaña deben atribuirse en general no tanto a la lucha como al clima ruso.
En 1813 el regimiento se amplió de cinco a nueve escuadrones. Los cinco primeros permanecieron bajo la Vieja Guardia, mientras que los nuevos escuadrones formaron parte de la Guardia Joven y en 1815 fueron rediseñados como el 2e régiment de chasseurs de la Garde impériale
- Datos: Q2961452
- Multimedia: Chasseurs à cheval de la Garde impériale / Q2961452